# Гейлен (Нью-Йорк)
Гейлен (англ. Galen) — місто (англ. town) в США, в окрузі Вейн штату Нью-Йорк. Населення — 4415 осіб (2020).

## Демографія
Згідно з переписом 2010 року, у місті мешкало 4290 осіб у 1610 домогосподарствах у складі 1117 родин. Було 1811 помешкання
Расовий склад населення:
| - 92,8 % — білих - 3,2 % — чорних або афроамериканців - 0,3 % — азіатів - 0,2 % — корінних американців |

До двох чи більше рас належало 3,1 %. Частка іспаномовних становила 3,2 % від усіх жителів.
За віковим діапазоном населення розподілялося таким чином: 26,4 % — особи молодші 18 років, 59,8 % — особи у віці 18—64 років, 13,8 % — особи у віці 65 років та старші. Медіана віку мешканця становила 39,0 року. На 100 осіб жіночої статі у місті припадало 99,8 чоловіків;  на 100 жінок у віці від 18 років та старших — 97,2 чоловіків також старших 18 років.
Середній дохід на одне домашнє господарство  становив 58 893 долари США (медіана — 53 750), а середній дохід на одну сім'ю — 64 479 доларів (медіана — 56 230). Медіана доходів становила 42 670 доларів для чоловіків та 31 958 доларів для жінок. За межею бідності перебувало 12,0 % осіб, у тому числі 13,0 % дітей у віці до 18 років та 5,9 % осіб у віці 65 років та старших.
Цивільне працевлаштоване населення становило 1614 осіб. Основні галузі зайнятості: освіта, охорона здоров'я та соціальна допомога — 20,8 %, виробництво — 16,2 %, роздрібна торгівля — 13,9 %.